# Ethilla aemula
Ethilla aemula là một loài ruồi trong họ Tachinidae.